# إرنست تسيغلر
إرنست تسيغلر هو عالم تشريح سويسري، ولد في 17 مارس 1849 في Messen ‏ في سويسرا، وتوفي في 30 نوفمبر 1905 في فرايبورغ في ألمانيا.